# Театральное искусство в Донецке

## История
- 1911. Участники любительского спектакля
- 1920-е. Театр братьев Тудоровских
- 1929. Дондерждрама

## Профессиональные театры

### Драматический театр
Донецкий Государственный академический музыкально-драматический театр. Генеральный директор — художественный руководитель — заслуженный деятель искусств Украины Волкова Наталья Марковна. Театр основан в 1927 году в городе Харькове. В 1933 году из Харькова переехал в Донецк рабочий театр, который в 1941—1942 годах слился с остатками ещё трёх театров: Горловского, Артёмовского и Ивановского и получил название театра музыкальной комедии и драмы имени Артёма.
В 2005 году на фронтоне театра установили скульптуру Мельпомены.
Театр является организатором проведения региональных театральных фестивалей «Театральный Донбасс» (с 1992 года) и фестиваля спектаклей для детей и юношества «Золотой ключик» (с 1997 года).

### Театр оперы и балета
Донбасс Опера (Донецкий государственный академический театр оперы и балета имени А. Б. Соловьяненко). Назван в честь Анатолия Борисовича Соловьяненко — оперного певца, тенора. Художественный руководитель — народный артист Украины Вадим Писарев. Театр является организатором международного фестиваля «Звёзды мирового балета» (c 1993 года).

### Театр кукол
Донецкий академический областной театр кукол — один из старейших театров на Украине. Создан в 1933 году.

## Любительские театры
- В 1896 году сотрудники металлургического завода создали музыкально-драматический кружок. В 1915 году кружок насчитывал 200 человек. В основном, это были работники администрации. В окрестностях Юзовки на средства хозяина шахты Ованесова-Аразова существовала театральная группа под руководством главного бухгалтера шахты[1].

- Камерный театр-студия «Жуки» базируется в ДК им. Пушкина. Режиссёр — Евгений Чистоклетов. В 2004 году принимал участие в Международный Булгаковском фестивале искусств. На первом фестивале камерных спектаклей «Золота Хортиця» в Запорожье театр представлял вариации на тему романа Виктора Пелевина «Чапаев и Пустота». C 2005 года выступают организаторами театрального фестиваля-лаборатории «Арт-Альтернатива».
- Народный театр-студия "ШТРИХ". Базируется в ДДЮТ им. В.Г. Джарты в городе Макеевка. Основан Александром Николаевичем Казачеком в 1988 году. На данный момент художественным руководителем театра является Перфилова Анастасия Андреевна. В коллективе занимается более 70 воспитанников возрастом от 6 до 18 лет. Студия играет важную роль в социальном становлении детей и молодежи через освещение актуальных проблем современности, через развитие творческих способностей, формирование поведения и воспитания самостоятельной личности. В репертуар входят — "Дюймовочка" по мотивам сказки Г. Х. Андерсена, "Мечтаю летать" по мотивам одноимённой сказки В. М. Гаршина, "Алиса в стране чудес" по мотивам книги Льюиса Кэрролла и др. Театр-студия принимает участие и становится гостем во многих фестивалях и конкурсах таких как "Театральные игры", "Ветер перемен", "Три минуты славы", "Новая звезда" и многих других, где занимает призовые лидирующие места.
- Театр «Окраина». Базировался в Областном Дворце Детского и Юношеского Творчества. Распался в 1999 г. Художественный руководитель — Лившиц Владимир Юрьевич. Сейчас театр не существует. На его основе создан театр «О!».
- Театральная студия «Пятое колесо»[2]. Существует с 2002 года. Логическое продолжение театра «Окраина». Режиссёр-постановщик: Владимир Лившиц. Режиссёр-педагог: Ирина Сметанина. Театр много гастролирует и выходит на лидирующие позиции по посещаемости среди любительских театров «Донецка».
- Театр «О» создан в 1999 году. Среди актёров — дошкольники, школьники и студенты. Художественный руководитель театра — Васина Людмила Викторовна. Самый крупный любительский театр Донецка. В 2006 году на областном фестивале признан лучшим молодёжным театром области. В его репертуаре С спектакль по пьесе Евгения Шварца «Обыкновенное Чудо», который можно считать «блокбастером» по посещаемости зрителей.
- Молодёжная Студия «1968». Создана в 2005 году Евгением Борисовичем Кошиным. Дебютировала в феврале 2006 года на фестивале «Фантазии Даниила Хармса». Дочерний проект Народного театра «О!». Студия специализируется не только в области театра: её участники снимают любительское кино, пишут книги, осуществляют постмодернистские инсталляции.
- Театральная группа «Юz» Донецкого национального технического университета. Это театральный коллектив, состоящий из студентов и выпускников университета. Руководитель — Барсуков Евгений Владимирович. Группа была организована в 2004 году.
- «4 этаж» В донецком ДМ «Юность» уже двадцать два года работает Народный художественный театр-студия «4 этаж», организатор и бессменный руководитель Ефимова Валентина Михайловна. Это единственный театр-студия, имеющий помимо актёрского состава балетную группу. В настоящий момент в театре-студии занимаются более ста человек, без ограничений в возрасте. В репертуаре театра-студии спектакли: А. П. Чехов «Две шутки и сцена в одном действии», «Медведь», А. Самен «Полифем», Бартенев «Куба, любовь моя!», «Кислород», Н. Коляда «Золушка», В. Коваленко «Игра теней» (одноактная пьеса по мотивам пьесы «Игра теней»)), А. Н. Островский «Женитьба Бальзаминова», Н. В. Гоголь «Ревизор», спектакли для детей «Чудо в перьях», «Дети в интернете», «Морозко», «Кентервильское привидение» и др. Театр-студия «4 этаж» имеет свою малую сцену, оборудованную световой и музыкальной аппаратурой. На базе малой сцены в рамках проекта «Свободная сцена» любой человек может реализовать свои творческие возможности — будь то музыкант, писатель, актёр или поэт.
- Театр «Actor Hall» (Актёр Холл). Современный театр, в основе которого лежит идейность и инициативность людей, которым не безразличен театр, актёрское искусство. Организатор и художественный руководитель Анна Марусик. Один из самых оригинальных и ярких театров Донецка и области. Создан в 2013 году. В первый же год стал известен своей постановкой булгаковских «Мастера и Маргариты». Молодёжная драма «SMS. Save My Soul» по пьесе российского драматурга Андрея Карелина получила одобрение и поддержку со стороны городских властей, как социальная постановка, поднимающая проблемы людей, живущих с ВИЧ. Спектакль «Не стреляйте, я уже убита» получил массу откликов и продолжает волновать и увлекать зрителей. До 2015 года театр « Actor Hall» базировался в Донецком Городском Молодёжном Центре (ДГМЦ). С 2015 года театр работает как малый драматический театр.

## Театральные фестивали
В Донецке регулярно проводятся: международный фестиваль «Звёзды мирового балета», региональный театральный фестиваль «Театральный Донбасс», фестиваль спектаклей для детей и юношества «Золотой ключик».
В 2006 году в Донецке проводился региональный театральный фестиваль «Арт-Альтернатива».
29 марта 2007 года в Донецке проводился фестиваль уличных театров. В нём принимали участие театральные группы «Воскресіння» (г. Львов, Украина), «АКТ» (м. Варшава, Польша), Киевский Экспериментальный Театр «Торба» (г. Киев, Украина), театр огня «ЭКС» (г. Москва, Россия).